# Sean Lennon
Pour les articles homonymes, voir Lennon.
Sean Taro Ono Lennon (小野 太郎, Ono Tarō), né le 9 octobre 1975 à New York, est un auteur-compositeur-interprète américain. Il est l'enfant unique du couple John Lennon et Yoko Ono.

## Biographie
Sean Lennon naît le jour du 35e anniversaire de son père, John Lennon. Il a pour parrain Elton John. À l'âge de cinq ans, il perd son père, assassiné par un fan déséquilibré souffrant de psychose.
Sean Lennon suit l'intégralité de sa scolarité au sein d'écoles privées, telles que l'Institut Le Rosey, en Suisse. Il fait sa première « apparition musicale » en 1981 sur l'album Season of Glass de sa mère Yoko Ono où il récite un petit texte. En 1984, sur l'album Every Man Has a Woman (en), il interprète It's Alright qui est aussi placé en face B du 45 tours avec la version de Every Man Has a Woman Who Loves Him  de son père. Puis il est retenu au casting du film Moonwalker de Michael Jackson en 1988.
Après une collaboration avec Lenny Kravitz en 1991 sur l'album Mama Said, les deux hommes créent le Peace Choir avec Yoko Ono pour protester contre la guerre du Golfe. Sean travaille avec sa mère sur Rising en 1995, puis intègre en 1997 le duo japonais Cibo Matto où il tient le poste de bassiste.
Sean Lennon sort son premier album, Into the Sun, avec sa mère en 1998. Puis en 1999, Half Horse, Half Musician compilation de remixes des chansons d’Into the Sun. Sean fait une apparition en 2000 sur l'album Primitive de Soulfly dans la chanson Son Song.
Son dernier album Friendly Fire est sorti le 26 septembre 2006. Une nouvelle version datant du 23 avril 2007 a vu le jour, incluant son duo avec -M- intitulé L'Éclipse. Le single Dead Meat est sorti le 10 septembre 2006. Il est actuellement en couple avec le mannequin Charlotte Kemp Muhl avec laquelle il forme le duo The Ghost of a Saber Tooth Tiger (en) qui sort l'album Acoustic Sessions en 2010.
En 2011, il enregistre A Monster in Paris, la version anglaise de la Bande-originale du film d'animation Un monstre à Paris composée par Matthieu Chedid. Il interprète le titre phare de l'album La Seine en duo avec Vanessa Paradis et participe au show case de l'avant-première du film donné au Trianon en octobre 2011.
En 2016, il publie avec Les Claypool, le bassiste et chanteur de Primus, l'album Monolith of Phobos. Le disque est écrit et interprété en intégralité par les deux musiciens, qui ont entamé cette collaboration à l'été 2015 après une tournée commune de leurs groupes.
En 2017, il enregistre Tomorrow Never Came en duo avec la chanteuse Lana Del Rey qui apparaît dans le cinquième album studio de celle-ci, Lust For Life.

## Famille
Fils de John Lennon et Yoko Ono, il est le demi-frère de Julian Lennon, fils unique du premier mariage de son père avec Cynthia Powell, et le demi-frère de Kyoko Chan Cox, fille de Yoko Ono et du cinéaste Anthony Cox (en). Il est le filleul d'Elton John. Il est en relation avec Charlotte Kemp Muhl depuis 2007.

## Militantisme
Le 19 octobre 2011, il s'implique avec Rufus Wainwright dans le mouvement Occupy Wall Street,.
Le 28 août 2012, il s’oppose à la fracturation hydraulique dans un éditorial intitulé « Détruire un terrain précieux pour du gaz » et publié par le New York Times.
En octobre 2013, Sean Lennon et Liv Tyler, donnent un concert de bienfaisance avec le groupe Spacehog, en faveur de la Fondation David-Lynch via StageIt « Live Show on Earth » pour la méditation transcendantale.

## Discographie

### En solo

#### Albums
- 1998 : Into the Sun
- 2006 : Friendly Fire

#### Singles
- 1998 : Home (1998)
- 1999 :
  - Half Horse, Half Musician (maxi single)
  - Queue
- 2006 : Dead Meat
- 2007 : L'Eclipse en duo avec M

### Avec The Ghost of a Saber Tooth Tiger

#### Albums
- 2010 : Acoustic Sessions
- 2011 : La Carotte Bleue
- 2014 : Midnight Sun

#### Single
- 2010 : Jardin Du Luxembourg

### Avec The Claypool Lennon Delirium

#### Albums studio
- 2016 : Monolith of Phobos
- 2019 : South of Reality

## Filmographie

### Acteur
- 1988 : Moonwalker
- 2006 : Friendly Fire
- 2008 : Coin Locker Babies

### Scénariste
- 2005 : Smile For The Camera, avec son ami Jordan Galland
- 2006 : Friendly Fire
- 2008 :
  - Coin Locker Babies
  - Rosencrantz and Guildenstern Are Undead